# Formigales
Formigales (aragonesisch Formigals) ist ein spanischer Ort in den Pyrenäen in der Provinz Huesca der Autonomen Gemeinschaft Aragonien. Formigales gehört zur Gemeinde La Fueva. Der Ort hatte im Jahr 2015 31 Einwohner.
Der Ort ist über die Landstraße SC-2213-05 zu erreichen, er liegt einen Kilometer vom Stausee Formigales entfernt.

## Baudenkmäler
- Spätgotische Pfarrkirche Santa Eulalia (Bien de Interés Cultural)
- Romanische Kirche San Martín
- Palacio de los Mur (Bien de Interés Cultural)
- Casa Torres (Bien de Interés Cultural)

## Weblinks

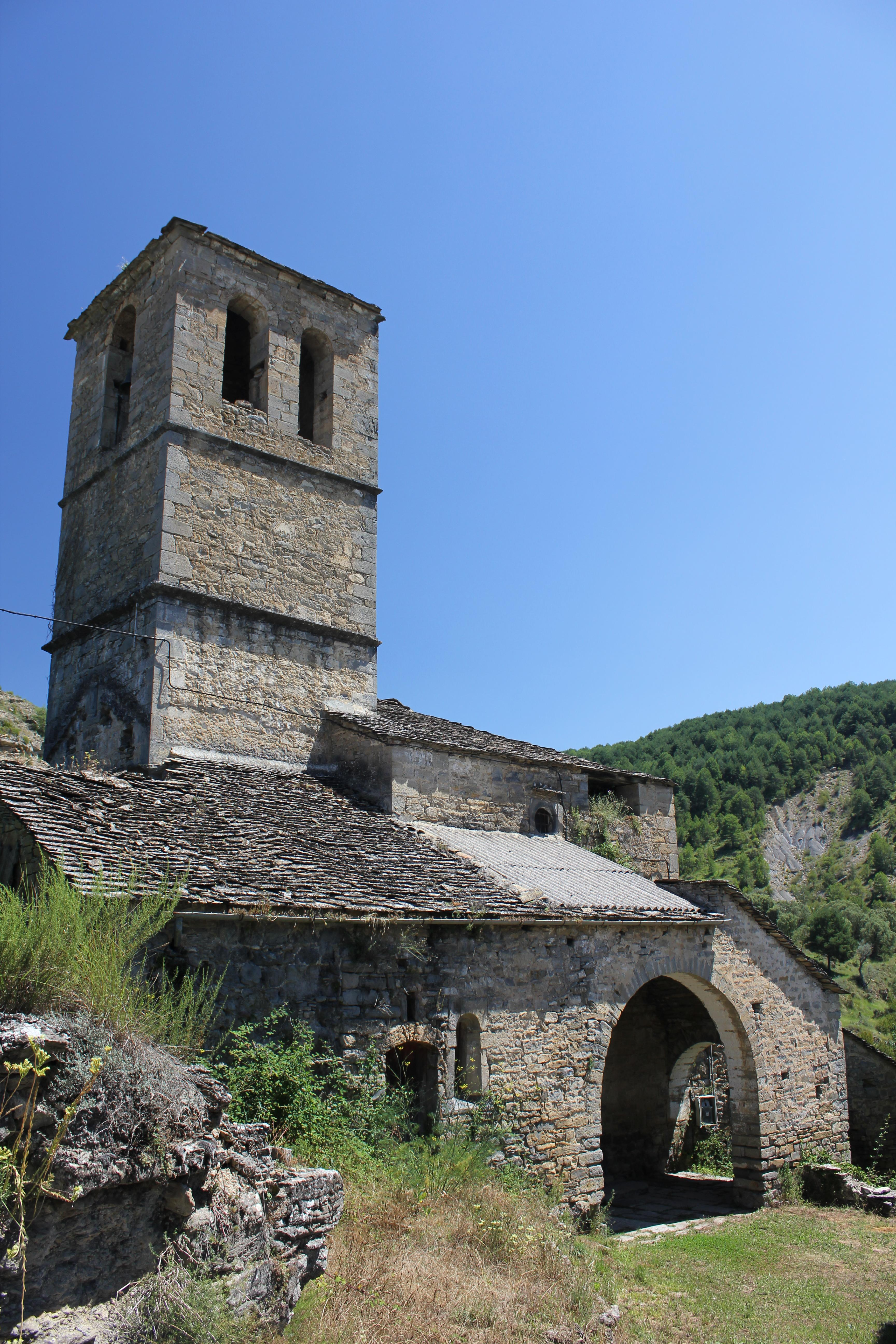
Kirche Santa Eulalia